# Signalbana
Signalbana. Inom elektronik är ett spår eller en bana på ett kretskort (PCB) eller integrerad krets (IC) motsvarigheten till en kabel som används för att leda ström. Varje bana består av en platt, smal del av kopparfolien som finns kvar efter etsning eller fräsning. Signalspår är vanligtvis smalare än de spår som används för matning eftersom strömöverföringskraven vanligtvis är mycket mindre.